# Пеко Павловић
Пеко Павловић Николић (Чевo, 1828 — 4. мај 1903) био је српски перјаник, командант, војвода и чувени хајдучки харамбаша из Старе Црне Горе.

## Живот
Пеков отац Павле је био барјактар чевског батаљона, а по њему је Пеко, осим свог презимена Николић, био називан и Павловићем. Прочуо се по храбрости и вештини још у вријеме Књаза Данила, a посебно 1875, приликом устанка херцеговачких Срба против Турака када је организовао црногорске и херцеговачке чете. Књаз га најприје поставља за свог перјаника а касније са двадесетак година за чевског капетана. Предводио је на хиљаде добровољаца из Црне Горе и организовао устаничку војску, сврставши 11 хиљада Херцеговаца у 12 батаљона. Европска штампа, која је опширно писала о устанку, посебно је истицала војводино врсно заповједништво, које је Турцима нанијело тешке губитке. Истакао се у бици на Вучјем Долу у којој су Турци одлучно потучени, као и у многим другим биткама тог времена попут Боја на Касаби, Невесињској те у бици на Муратовици и у готово свим биткама током устанка. Књаз Никола му даје војводски чин 1876. године. Након што је учествовао у бици на Крсцу и ослобођењу Никшића, дошао је у сукоб са краљевим тастом Петром Вукотићем и самим књазом Николом, морао је да напусти Црну Гору и оде у Бугарску гдје са радикалском емиграцијом (међу којом је био и Никола Пашић) безуспјешно спрема упад у Србију и свргнуће краља Милана. Након Бугарске одлази у Русију гдје бива примљен уз високе почасти као велики војсковођа. У Русији су му синови били на школовању и у војној служби, а у њој остаје пет година. Вратио се у Црну Гору у којој није био политички активан и у којој је умро 4. маја 1903. године. Сахрањен је пред капелицом на Старом цетињском гробљу, на његовом гробу је натпис „Неустрашивом јунаку, прослављеном војсковођи у борбама против Турака и борцу за народно ослобођење - захвални црногорски народ“. Носилац је бројних црногорских, српских, руских и италијанских одликовања.
Глас Црногорца је писао о њему поводом његове смрти:
Тамо, гдје су Риста и Шћепана и Јована и Илије, Јевта и Максима, змајевитог "с Чева равна српског војводе" од Рудина Алексића Вука и на хиљаде срџбе божије храбрих осветника - нека почине и сјен неумрлог витеза дивног не савлада, нека почине сјен Пека Павловића.
Пеков велики пријатељ Марко Миљанов у свом писму Пека подсећа на његове (Пекове) речи:
 Ти знаш о чам је био наш говор, којега ни не бјеше доста даном и ноћем. Највиши говор и муке бјеу ни ране српске од Косова... У један говор о томе ти рече: "Одавно српски очеви синовима говоре да су им приготовили царство ласно да га добију. Но је доста тога било. Ваља ми да га добијемо. а синови да уживају". Рече ти Књаз: "Велиш (л)и тако. Пеко?" "Велим, господару. Да бог да, ко оставља на сина, оста без сина и свега што му је бог удијелио. Јер очеви који смију гинут нете на синове остављат". Млоге твоје племените ријечи које си ми у срце усадио - и ова ми је међу њима пристала.